# Østgrønlandsstrømmen
Østgrønlandsstrømmen er en kold havstrøm med lav salinitet, der går fra Framsundet (~80N) til Kap Farvel (~60N). Strømmen ligger umiddelbart øst for Grønlands østkyst langs den grønlandske kontanentalsokkel.
Strømmen går igennem Grønlandshavet og Norskehavet og videre til Danmarksstrædet. Strømmen er af stor vigtighed, da den direkte forbinder Arktis med Nordatlanten, og den bidrager i høj grad med at sende is ud af arktis, og det er ligeledes en stor ferskvandsvask for arktis.